# L'Or et les Femmes
Pour plus de détails, voir Fiche technique et Distribution.
L'Or et les Femmes (titre original : Bring on the Girls) est un film américain réalisé par Sidney Lanfield, sorti en 1945. 
Ce film en couleurs et en partie musical est une adaptation de L'Homme qui cherche la vérité, film français d'Alexander Esway sorti en 1940.
Il comprend une version burlesque du standard Chloe par Spike Jones et les City Slickers.

## Synopsis
Un homme quitte sa fiancée après avoir appris que cette dernière est une chercheuse d'or mais elle ne va pas le laisse s'en tirer comme ça...

## Fiche technique
- Titre : L'Or et les Femmes
- Titre original : Bring on the Girls
- Réalisation : Sidney Lanfield
- Production : Fred Kohlmar
- Société de production : Paramount Pictures
- Scénario : Karl Tunberg et Darrell Ware d'après une histoire de Pierre Wolff
- Directeur musical : Robert Emmett Dolan
- Chorégraphe : Daniel Dare
- Photographie : Karl Struss
- Montage : William Shea
- Direction artistique : Hans Dreier et John Meehan
- Décorateur de plateau : Ray Moyer
- Effets visuels : Collaborateurs divers, dont Gordon Jennings (non crédité)
- Pays de production : États-Unis
- Langue : anglais
- Format : Couleur (Technicolor) - Son : Mono (Western Electric Recording)
- Genre : Comédie musicale
- Durée : 92 minutes
- Dates de sortie : 
  - États-Unis : 23 février 1945 New York
  - États-Unis : 30 mars 1945
  - France : 25 février 1948

## Distribution
- Veronica Lake : Teddy Collins
- Sonny Tufts : Phil North
- Eddie Bracken : J. Newport Bates
- Marjorie Reynolds : Sue Thomas
- Johnny Coy : Benny Lowe
- Peter Whitney : Swede
- Alan Mowbray : August
- Grant Mitchell : Oncle Ralph
- Porter Hall : Dr Efrington
- Thurston Hall : Rutledge
- Lloyd Corrigan : Beaster
- Sig Arno : Joseph
- Joan Woodbury : Gloria
- Andrew Tombes : Dr Spender
- Frank Faylen : Marin
- Huntz Hall : Marin
- William Moss : Marin
- Norma Varden : Tante Martha
- Spike Jones et son orchestre : Lui-même

Et, parmi les acteurs non crédités :
- Walter Baldwin : Henry
- Yvonne De Carlo : Une fille de Hatcheck
- Douglas Walton : Edgar
- Grant Withers : Pierre